# Odissi

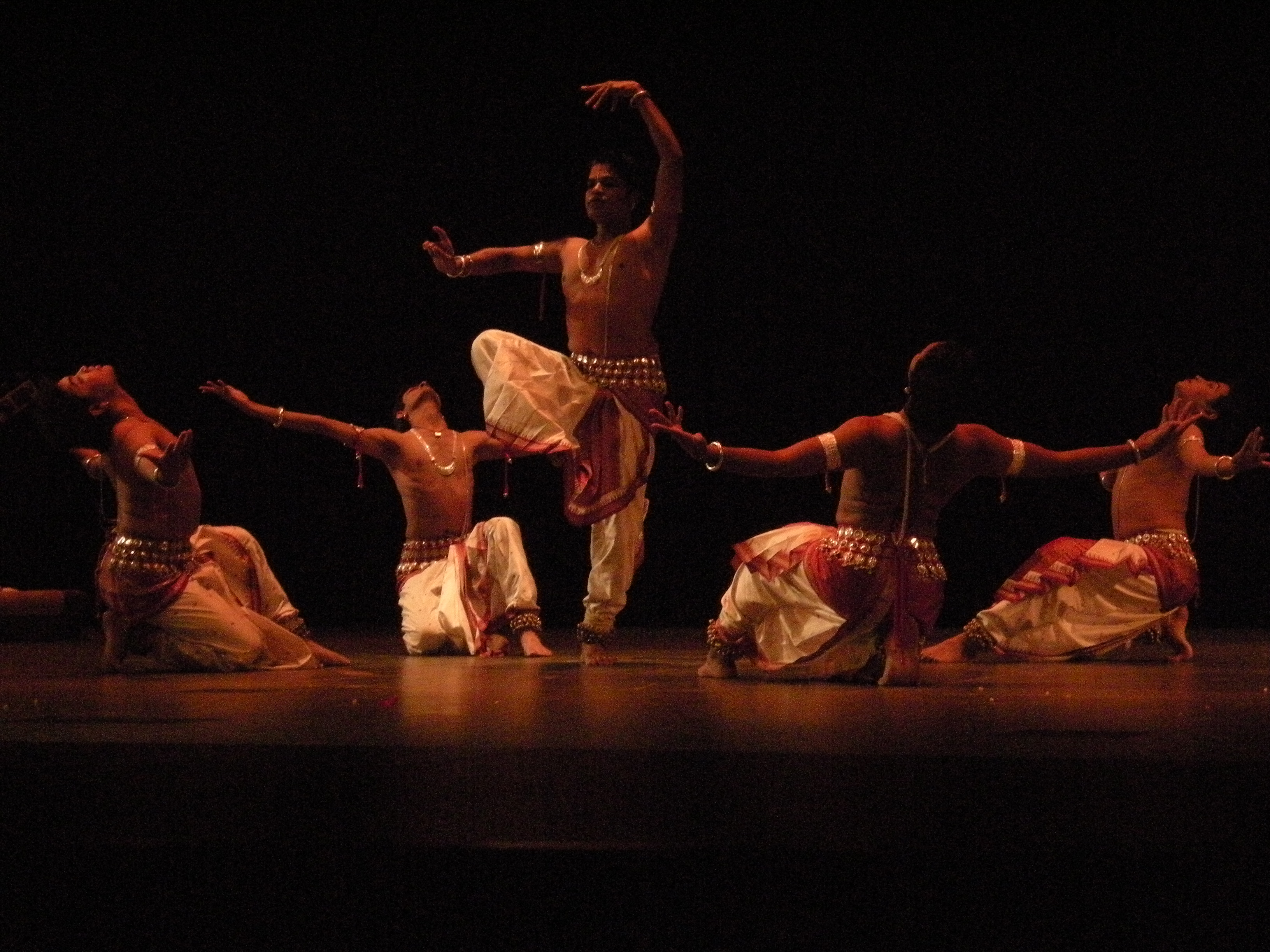
Grupo de danza Odissi.

Odissi es una de las ocho danzas clásicas de la India. Se origina en el estado de Orissa, al este de India.
El tratado clásico de danza india, Natya Shastra, se refiere a esta como Odra-Magadhi. Obras de arte en bajorrelieve del siglo i a. C., ubicadas en las colinas de Udaygiri (cerca de Bhubaneshwar) dan fe de su antigüedad. Fue censurada bajo el mandato del Raj británico pero ha sido reconstruida desde que India ganó su independencia. La historia orientalista de una "danza milenaria" con 4000 años de antigüedad ha sido difundida en México y requiere revisión. Las asociaciones con el Natya Shastra deben ser reconsideradas como parte de la agenda nacionalista de la India independiente que buscaba vincular modernidad y antigüedad. Como el resto de las danzas clásicas indias, el Odissi es una tradición re-imaginada y re-inventada. Se distingue particularmente de las otras formas de danza clásicas de la India por la importancia que da al tribhangi (literalmente: tres partes de quiebre), el movimiento independiente de la cabeza, pecho y pelvis y la postura básica conocida como chauka.